# Niina Koskela
Niina Koskela (ur. 8 sierpnia 1971) – fińska szachistka, pierwsza arcymistrzyni w historii tego kraju (tytuł otrzymała w 2006 roku), w latach 2004–2009 występowała pod nazwiskiem Sammalvuo (była wówczas żoną fińskiego mistrza międzynarodowego Tapani Sammalvuo). Od 2012 r. reprezentuje barwy Norwegii.

## Kariera szachowa
Do ścisłej czołówki fińskich szachistek należy od początku lat 90. XX wieku. Pomiędzy 1990 a 2008 r. siedmiokrotnie brała udział w szachowych olimpiadach (w tym czterokrotnie na najtrudniejszej I szachownicy), w 1998 r. zdobywając brązowy medal za indywidualny wynik na II szachownicy. Była również czterokrotną uczestniczką drużynowych mistrzostw Europy (3 razy na I szachownicy), w 1992 r. za wynik na II szachownicy otrzymała medal srebrny. Wielokrotnie startowała w finałach indywidualnych mistrzostw Finlandii, trzykrotnie zdobywając tytuły mistrzyni kraju (1990, 2002, 2008).
W 1991 r. wystąpiła w turnieju międzystrefowym (eliminacji mistrzostw świata), rozegranym w Suboticy (w turnieju zajęła 34. miejsce). W 1999 r. zwyciężyła w turnieju strefowym w Helsinkach i zakwalifikowała się do rozegranego w 2000 r. w New Delhi pucharowego turnieju o mistrzostwo świata. W I rundzie odniosła spory sukces, eliminując Subbaraman Vijayalakshmi, ale w II przegrała z Naną Ioseliani i odpadła z dalszej rywalizacji.
Normy na tytuł arcymistrzyni wypełniła na olimpiadach w Bledzie (2002) i Turynie (2006). W 2002 r. podzieliła II m. (za Inguną Erneste, wspólnie z Jekatieriną Połownikową) w kołowym turnieju w Vammali.
Najwyższy ranking w dotychczasowej karierze osiągnęła 1 kwietnia 2003 r., z wynikiem 2312 punktów zajmowała wówczas 1. miejsce wśród fińskich szachistek.